# Майнеке, Август
Иоганн Альбрехт Фридрих Август Майнеке (нем. Johann Albrecht Friedrich August Meineke, встречается также вариант Мейнеке; 8 декабря 1790, Зост — 12 декабря 1870, Берлин) — немецкий педагог и филолог-классик.

## Биография
Преподавал в Данциге, затем на протяжении 30 лет (1826—56) возглавлял Иоахимстальскую гимназию — одну из старейших школ Берлина.
Специалист, главным образом, по греческим комедиографам. Подготовил многотомное издание «Фрагменты греческих комедий» (лат. Graecorum comicorum fragmenta; 1839—1857), открывавшееся его обзорной статьёй, а также издания Алкифрона (1853), Аристофана (1860), Каллимаха (1861), Феокрита, Биона, Мосха, Страбона, Стобея, Афинея и других авторов.
Именем Майнеке названа в 1899 году улица в берлинском районе Вильмерсдорф вблизи Курфюрстендамм.